# Moczydło 3
Moczydło 3 (inna nazwa: Oczko wodne Moczydło nr 3) – staw w Warszawie, w dzielnicy Ursynów.

## Położenie i charakterystyka
Staw, określany też jako oczko wodne, leży po lewej stronie Wisły, w stołecznej dzielnicy Ursynów, na obszarze MSI Natolin, w pobliżu ulicy Wełnianej, na terenie parku Moczydełko. Według państwowego rejestru nazw geograficznych zbiornik jest początkiem Kanału Grabowskiego.
Staw jest jednym z trzech nazwanych akwenów położonych na terenie ursynowskiego osiedla Moczydło, obok zbiorników Moczydło 1 i Moczydło 2, które razem tworzą Stawy na Moczydle.
Powierzchnia zbiornika wodnego wynosi 0,17 ha. Według numerycznego modelu terenu udostępnionego przez Geoportal lustro wody znajduje się na wysokości 104,3 m n.p.m.
Miasto przeprowadziło renowację stawu w 2006 roku, w ramach której m.in. oczyszczono go, włączono w system drenarski oraz wyprofilowano skarpę zbiornika. W 2009 roku wokół akwenu utworzono park o powierzchni 0,83 ha, który od 2011 nosi nazwę park Moczydełko. W północno-zachodniej części stawu znajduje się drewniany pomost, w południowo-zachodniej zejście stopniowe wykonane z kostki granitowej, a wokół zbiornika znajdują się skarpy nachylone w kierunku lustra wody.
Teren stawu objęty jest miejscowym planem zagospodarowania przestrzennego Natolina Zachodniego – część „Moczydłowska Wschód” przyjętego uchwałą nr L/1520/2009 Rady miasta stołecznego Warszawy z dnia 26 lutego 2009 roku. Zgodnie z jego zapisami ustala się nakaz zachowania powierzchni stawu, jego roślinności wraz z obrzeżami, zabrania się odprowadzania do niego ścieków bez ich oczyszczenia, a także budowy obiektów kubaturowych w odległości mniejszej niż 20 m.